# 荣臻
荣臻（1891年—1960年），字翕生，直隷省冀州棗強县人。中华民国军事人物。

## 生平
1912年（民国元年），荣臻入保定陸軍軍官学校第1期砲兵科。1914年（民国3年）11月毕業後，他加入奉系李景林部。1926年（民国15年），他升任東北陸軍第1師第43旅旅長，成为張学良的手下。翌年，他升任第4方面軍第17軍軍長，获将军府授“仁威将軍”。1928年（民国17年），他任東北边防軍司令部軍事厅厅長。
东北易幟後的1929年（民国18年）3月，他任国軍編遣委員会第5編遣区办事处副主任委員。1931年（民国20年），他任東北边防軍司令長官公署参謀長，曾辅佐张学良应对九一八事变。翌年8月，他任国民政府軍事委員会北平分会常務委員。1935年（民国24年），他获授陸軍中将。
1943年（民国32年）6月，他出任汪精卫政权的軍事委員会委員，并兼任華北政務委員会華北剿共委員会事務主任。同年秋，他升任華北剿共委員会委員長。同年11月，蒋介石的重慶国民政府剥夺了其陸軍中将之位。翌年6月，他被任命为華北政務委員会特别法庭華北分庭庭長。1945年（民国34年）2月，他任河北省省長。4月，他兼任華北政務委員会保定綏靖主任。
日本投降後，荣臻被蒋介石的国民政府逮捕，并被軍事法庭判处死刑，但并未执行。中共建政后，被共产党和人民政府作为统战人士对待。1960年，荣臻病故于北京，终年71岁。